# Estland ved sommer-OL 2020
Estland deltog under Sommer-OL 2020 i Tokyo, som blev afviklet i perioden 23. juli til 8. august 2021.

## Medaljer
| 2020 Tokyo | Guld | Sølv | Bronze | Total |
| Estland    | 1    | 0    | 1      | 2     |

### Medaljevinderne
| Estland under sommer-OL 2020 i Tokyo | Estland under sommer-OL 2020 i Tokyo                    | Estland under sommer-OL 2020 i Tokyo | Estland under sommer-OL 2020 i Tokyo | Estland under sommer-OL 2020 i Tokyo |
| Medalje                              | Navn                                                    | Sport                                | Event                                | Dato                                 |
| ------------------------------------ | ------------------------------------------------------- | ------------------------------------ | ------------------------------------ | ------------------------------------ |
| Guld                                 | Julia Beljajeva Irina Embrich Erika Kirpu Katrina Lehis | Fægtning                             | Damernes kårde hold                  | 27. juli                             |
| Bronze                               | Katrina Lehis                                           | Fægtning                             | Damernes kårde                       | 24. juli                             |